# Klapa
Klapa, eller klapamusik, är en traditionell form av a cappellasång från Dalmatien i södra Kroatien. Namnet "klapa" kan översättas till "en grupp av vänner" och sången har sina rötter i romersk-katolsk liturgisk kyrkomusik. Även om sångtraditionen ursprungligen kommer från Dalmatien och södra Kroatien är den populär i hela landet. 2012 upptogs Klapa på Unescos lista över mänsklighetens immateriella kulturarv.

## Stämmor
I en klapagrupp förekommer i huvudsak stämmorna första tenor, andra tenor, baryton och bas. Det går att fördubbla alla stämmor utom första tenor. Även om klapa är a cappella-musik är det inte ovanligt att sången ackompanjeras av en gitarr eller mandolin.  

## Musik
Motiven i klapasång är i regel kärleken, vinet, hemlandet och havet. De viktigaste inslagen i musiken är harmoni och melodi. Rytmen har sällan någon framträdande roll.

### Kända låtar
Det finns ett stort urval av olika klapalåtar och låtarna framförs ofta på den kroatiska dialekten čakaviska.

#### Text skriven på čakavica
Vissa texter är en blandning av štokaviska och čakaviska med ett tydligt dalmatinskt vokabulär.
- Kad je pošla ća - Klapa Rišpet.   Lyssna här
- Niš nima lipje - Klapa Nevera. Lyssna här
- Ti si ka pisma - Tomislav Bralić & Klapa Intrade.Lyssna här
- Zora bila - Tomislav Bralić & Klapa Intrade. Lyssna här
- Ne diraj mi moju ljubav - Klapa Šufit. Lyssna här
- Sad kada došla si - Bosutski bećari & Klapa Cambi. Lyssna här
- Ni'ko se ne smije kao ti - Klapa Kampanel.   Lyssna här
- Da te mogu pismom zvati - Klapa Maslina. Lyssna här
- Pismo moja - Klapa Sinj. Lyssna här
- Devet slova jedne riči  - Alen Nižetić, Marko Škugor & Duje Coce feat. Klapa Čiovo och Robert Kurbaša. lyssna här
- Cviće - Tomislav Bralić & Klapa Intrade.Lyssna här

## Typer
En klapagrupp består vanligtvis av upp till ett dussin manliga sångare men det finns även kvinnliga klapagrupper. Grupper bestående av både män och kvinnor är ovanliga. 

## Kultur
Klapatraditionen i Kroatien och i synnerhet Dalmatien har en lång tradition och är mycket populär. Nya sånger skrivs och speciella klapafestivaler, så som Klapafestivalen i Omiš, hålls årligen. En annan festival kallad "Hrvatski festival Klapa i Mandolina" (svenska: kroatisk klapa- och mandolinfestival) utspelar sig årligen i staden Opatija på halvön Istrien.

## Grupper
- Klapa s Mora
- Klapa Šufit, baserade i Split, Dalmatien
- Cesarice, baserade i Zagreb, Centrala Kroatien.[5]
- Cuvite, baserade i Solta, Dalmatien.[5]
- Draca, baserade i Mostar, Hercegovina.[5]
- Klapa Kampanel
- Klapa Intrade
- Maslina
- Klapa Cambi
- Klapa Šufit
- Klapa Nevera
- Klapa Rišpet